# 内田章文
内田 章文（うちだ あきふみ、1980年9月17日 - ）は、日本の俳優。スターダストプロモーション所属していた。旧芸名、坂本 爽（さかもと そう）。

## 出演

### テレビドラマ
- 恋する日曜日 レイニーブルー（2003年6月、BS-i）
- 横浜エイティーズ（2004年、SKY PerfecTV）
- Deep Love 第2部 ホスト篇（2005年1月 - 3月、TX）
- 夜王（2006年1月 - 3月、TBS）
- 嫌われ松子の一生 第3・4話（2006年10月 - 11月、TBS）
- 星新一ショートショート『ささやき』（2008年11月、NHK総合）
- 愛の劇場40周年記念番組「ラブレター」（2008年11月 - 2009年2月、TBS） - 小金井陸 役
- それでも、生きてゆく 第6話（2011年8月11日、CX）
- 金曜プレステージ特別企画「悪女たちのメス」（2011年12月9日、CX）

### 映画
- 三年身籠る（2006年1月、ゼアリズエンタープライズ）
- エンマ（2007年2月、日本出版販売）
- 龍が如く 劇場版（2007年3月、東映）
- 机のなかみ（2007年4月、アムモ）
- ミッドナイト・イーグル（2007年11月、松竹）
- TOPLESS（2008年6月） - 光司 役
- ラブ・ストーリーズ2nd「ゆれる心」（2016年2月）
- 「超」怖い話（2016年8月）
- デスフォレスト　恐怖の森5（2016年9月）

### 舞台
- 椿姫（2004年4月）
- 黒蜥蜴（2005年4月）
- 暗闇のレクイエム（2007年10月）
- 薄桜鬼 新選組炎舞録（2010年10月） - 近藤勇 役